# Urman
Urman (en rus: Урман) és un poble (un possiólok) del krai de Krasnoiarsk, a Rússia, que en el cens del 2010 tenia 117 habitants. Pertany al districte de Beriózovka.